# عرفية عامة
العرفية العامة هي القضية التي حكم فيها بدوام ثبوت المحمول للموضوع أو سلبه عنه، ما دام ذات الموضوع متصفا بالعنوان، مثاله إيجابا: كل كاتب متحرك الأصابع ما دام كاتبا، ومثاله سلبا: لا شيء من الكاتب ساكن الأصابع ما دام كاتبا.